# NGC 6568
NGC 6568 é um aglomerado aberto na direção da constelação de Sagittarius. O objeto foi descoberto pelo astrônomo William Herschel em 1786, usando um telescópio refletor com abertura de 18,6 polegadas. Devido a sua moderada magnitude aparente (+8,6), é visível apenas com telescópios amadores ou com equipamentos superiores. 